# راشد المقرن
راشد المقرن (انگلیسی: Rashed Al-Mugren؛ زادهٔ ۷ ژانویهٔ ۱۹۷۷) یک ورزشکار اهل عربستان سعودی است.
از باشگاه‌هایی که در آن بازی کرده‌است می‌توان به باشگاه فوتبال الحزم عربستان سعودی، باشگاه فوتبال الشباب عربستان سعودی، تیم ملی فوتبال عربستان سعودی، و باشگاه فوتبال الشباب عربستان سعودی اشاره کرد.
وی همچنین در تیم ملی فوتبال عربستان سعودی بازی کرده است.